# 因丁村
因丁村是一处位于緬甸若開邦北部的村落，人口約6000人，村民主要由若開族與羅興亞族构成。
2017年12月，村內發現了一处亂葬崗，其中埋有十名羅興亞族村民屍體。2018年1月，緬甸國防軍对外承認，他们在清理叛亂分子時，若干士兵與若開族村民曾杀死十名罗兴亚人。

## 基本状况

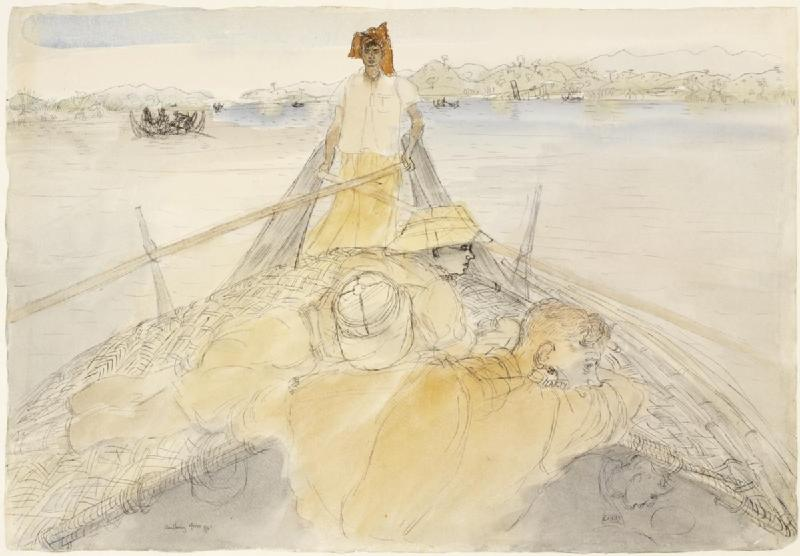
1943年的一幅画，描绘了因丁村附近的墨玉河上的舢板护卫队

因丁村位於孟加拉灣沿岸的墨玉半島，地处墨玉河和加叻丹河三角洲一带，位于拉代當以西、首府實兌以北，鄰近孟都。当地居民主要以種植稻米、檳榔和捕魚为收入來源。東洋工程開發公司泰國子公司計劃在附近建設燃煤發電廠，但遭到當地居民反對。

## 因丁大屠殺
2017年12月，緬甸軍方发表声明称，他们將着手調查一处埋有不明身份屍體的墳墓，军方通过總司令敏昂來的Facebook帖文宣布了这一消息。
2018年1月10日，据媒体報導，緬甸軍方承認，2017年9月2日时，曾有人殺害該村附近的羅興亞穆斯林。軍方在第二篇Facebook帖子中公佈了調查結果，並表示他們曾做出决定，杀死他們在因丁村墓地中發現的羅興亞穆斯林。被杀死的羅興亞人隨後被埋葬在村內的一個亂葬坑里。軍方表示，其士兵幫助村民對他們稱為“孟加拉恐怖分子”的人進行報復。
調查村中亂葬崗證據的路透社的两位記者瓦龙和觉梭在仰光被捕，並被判處七年徒刑。大赦國際的一名顧問表示，衛星照片表明，因丁村周圍的羅興亞人住宅已經被有组织地燒毀。